# クコホウ
クコホウ（ハワイ語: KukohouまたはKukohoa）は古代ハワイにおいてハワイ島を統治したピリ王朝の2代目王。称号はアリイ・ヌイ（Aliʻi Nui）、"Chief of the island"。子孫にカメハメハ1世がいる。

## 家族
ピリ王朝のクコホウはLoʻeとヒナマイレリイ（Hinamaileliʻi）の子で祖父のピリカアイエアの後継者。妻は異母姉妹のヒネウキ。子はカニウフでクコホウの死後王となった 。